# Final del Torneo Apertura 2005 (Chile)
La Final del Campeonato Nacional Copa BancoEstado Apertura 2005 de la Primera División de Chile fue una serie de partidos de ida y vuelta, que se disputaron los días domingo 3 de julio y sábado 9 de julio de 2005, y que definió al primer campeón del año del fútbol en Chile. Lo disputaron los dos ganadores de las semifinales del torneo: Coquimbo Unido (8.º) y Unión Española (10.º), quienes venían de vencer a Huachipato y Universidad Católica respectivamente, la primera final se jugó en el Estadio Santa Laura de Santiago, mientras que la serie se definió en el Estadio Francisco Sánchez Rumoroso de Coquimbo.
En esta final, no habrá 30 minutos de tiempo suplementario, por lo que en caso de igualdad en los 180 minutos, el campeón se definirá mediante los tiros desde el punto penal.

## Antecedentes
Desde que se instauró el sistema de campeonatos cortos con play-offs en 2002, Coquimbo Unido clasificó a sus quintos Playoffs (tercero al hilo), pasando por primera vez a cuartos de final y por ende, alcanzando su primera final y con la posibilidad de salir campeón del fútbol chileno por primera vez en su historia. Por su parte Unión Española disputaba sus 6.º Playoffs (de 7 posibles), habiéndose perdido solo el primero en el Apertura 2002 y disputará su segunda final consecutiva en este tipo de torneos, su única final la perdieron en el torneo anterior contra Cobreloa, por lo que volverían a tener la opción de salir campeones del fútbol chileno por primera vez desde 1977. Ambos equipos llegaron a la final habiendo ganado todas sus llaves definiendo de visitante, respecto a llaves entre sí, el más recordado es de 1998 cuando los piratas le negaron a los hispanos el retorno a Primera División tras vencerlo en la liguilla de promoción. El equipo coquimbano era dirigido por Raúl Toro, mientras que los "hispanos" eran dirigidos por Fernando Díaz.
Esta era la primera vez que definían un título oficial.

#### Enfrentamientos durante el año
| #  | Fecha | Local          | Resultado | Visitante      | Estadio     | Competición     | Ronda   |
| -- | ----- | -------------- | --------- | -------------- | ----------- | --------------- | ------- |
| 1. | 12/3  | Unión Española | 4:2       | Coquimbo Unido | Santa Laura | Torneo Apertura | Fecha 9 |

| Historial durante el año | Historial durante el año |
| ------------------------ | ------------------------ |
| Triunfos Coquimbo Unido  | 0                        |
| Triunfos Unión Española  | 1                        |
| Empates                  | 0                        |
| Enfrentamientos          | 1                        |

## Finales jugadas
| Equipo         | Finales jugadas en "Era Playoffs" |
| -------------- | --------------------------------- |
| Coquimbo Unido |                                   |
| Unión Española | 2004-C                            |

- Nota: En Negrita, finales que ganaron.

## Camino a la Final

### Coquimbo Unido
| Coquimbo Unido acabó segundo en el Grupo B y octavo en la tabla general con 29 puntos, no le alcanzó para clasificar directamente a "play-offs", por lo que primero debió jugar Repechaje. |                           |                                              |                |       |                |
| 1 de junio | Repechaje                 | Estadio Francisco Sánchez Rumoroso, Coquimbo | Coquimbo Unido | 2 - 1 | Everton        |
| Coquimbo Unido clasificó a play-offs tras imponerse en el repechaje. |                           |                                              |                |       |                |
| 11 de junio | Cuartos de final (Ida)    | Estadio Francisco Sánchez Rumoroso, Coquimbo | Coquimbo Unido | 1 - 0 | Cobreloa       |
| 18 de junio | Cuartos de final (Vuelta) | Estadio Municipal, Calama                    | Cobreloa       | 1 - 1 | Coquimbo Unido |
| Coquimbo Unido avanzó a semifinales con un global de 2-1. |                           |                                              |                |       |                |
| 22 de junio | Semifinal (Ida)           | Estadio Francisco Sánchez Rumoroso, Coquimbo | Coquimbo Unido | 2 - 1 | Huachipato     |
| 25 de junio | Semifinal (Vuelta)        | Estadio Las Higueras, Talcahuano             | Huachipato     | 1 - 1 | Coquimbo Unido |
| Coquimbo Unido avanzó a la final con un global de 3-2. |                           |                                              |                |       |                |

### Unión Española
| Unión Española avanzó a play-offs, primero en el Grupo C y décimo en la tabla general con 26 puntos.                |                           |                                                        |                      |                |                      |
| 12 de junio | Cuartos de final (Ida)    | Estadio Nacional, Santiago (Ñuñoa)                     | Unión Española       | 1 - 2          | Universidad de Chile |
| 19 de junio | Cuartos de final (Vuelta) | Estadio Nacional, Santiago (Ñuñoa)                     | Universidad de Chile | 0 (2) - (3) 1  | Unión Española       |
| Unión Española avanzó a semifinales por haber ganado la tanda de penales 3-2, tras haber obtenido un global de 2-2. |                           |                                                        |                      |                |                      |
| 23 de junio | Semifinal (Ida)           | Estadio Santa Laura, Santiago (Independencia)          | Unión Española       | 0 - 0          | Universidad Católica |
| 26 de junio | Semifinal (Vuelta)        | Estadio San Carlos de Apoquindo, Santiago (Las Condes) | Universidad Católica | 1 (9) - (10) 1 | Unión Española       |
| Unión Española avanzó a la final por haber ganado la tanda de penales 10-9, tras haber obtenido un global de 1-1.   |                           |                                                        |                      |                |                      |

## Estadísticas previas
Total de partidos jugados en el Torneo Apertura 2005 por ambos equipos:
| Equipos        | PJ | PG | PE | PP | GF | GC | Dif. | Pts. | Rend.  |
| -------------- | -- | -- | -- | -- | -- | -- | ---- | ---- | ------ |
| Coquimbo Unido | 24 | 12 | 4  | 8  | 34 | 33 | 1    | 40   | 58,33% |
| Unión Española | 23 | 8  | 7  | 8  | 35 | 34 | 1    | 31   | 50%    |

- Pts=Puntos; PJ=Partidos jugados; G=Partidos ganados; E=Partidos empatados; P=Partidos perdidos; GF=Goles a favor; GC=Goles en contra; Dif=Diferencia de gol; Rend=Porcentaje de rendimiento.

## Llave
|                      | vs.                  |
| Coquimbo Unido 2 0 2 | Unión Española 4 1 3 |

## Desarrollo de la final
La primera final se jugó el domingo 3 de julio a las 17:00 horas (UTC-4) en el Estadio Santa Laura. Los locales dominaron el primer tiempo, las llegadas más claras al pórtico "pirata" fueron al minuto 6' (disparo al travesaño de Ribera) y 14' (José Luis Jerez con un remate cruzado desde el sector izquierdo que salió apenas desviado), por parte de los coquimbanos, no hubo opciones de peligro destacadas. La mayor ocasión de peligro a favor de Coquimbo ocurrió recién comenzando el segundo tiempo, cuando un centro por la derecha fue despejado por el lateral hispano Norambuena y el balón casi se coló en el arco de Bravo, enviándola al córner, y dejando a los hinchas de la Unión con el corazón en la mano literalmente. Al minuto 63 José Luis Sierra provo con un zapatazo desde fuera del área y el meta Corvalán con portentosa atajada desvío el balón al tiro de esquina, en la que fue la mejor atajada del partido, cinco minutos después un centro desde la derecha de Joel Reyes fue cabeceado por Manuel Neira que choco en el vertical, se mantenía la tónica de todo el partido con una Unión Española (ahora algo más ansiosa) machacando en busca de un gol o un buen resultado para la revancha, pero que no podía frente al buen cerrojo "aurinegro", hasta que al minuto 76 José Luis Sierra envió un pase largo para Jerez, tras un par de pases, la pelota le cayó nuevamente al capitán hispano, quien se la cedió nuevamente a Jerez, que con un toque sutil se la paso a Neira en el área grande, quien se quitó la marca de Cristián Leiva y con un derechazo arrastrado logró batir a Corvalán y al fin romper el cerrojo pirata en Independencia, desatando la alegría de los hinchas hispanos en las tribunas, de esta forma, los pupilos de Fernando Díaz lograron ganar el partido de ida por la cuenta mínima sobre los "piratas", quienes gracias a la gran labor defensiva de sus centrales, el experimentado Héctor Robles, y el joven Alí Manouchehri, lograron neutralizar muy bien a Jerez, Neira y Vidangossy, el juego ofensivo de la Unión, llevándose un muy buen resultado desde la Capital a la cuarta región, donde se definirá al primer campeón chileno de 2005.
La revancha se jugó 6 días después el sábado 9 de julio a las 20:00 horas (UTC-4) frente a 14 mil espectadores en el Estadio Francisco Sánchez Rumoroso de Coquimbo, los "piratas" iban en busca de su primera estrella, y también del primer campeonato nacional en la historia de la cuarta región, mientras que los "rojos" iban en busca de su sexta estrella. El equipo de Raúl Toro fue con todo en busca de igualar el global, y lo consiguió al minuto 13 tras una falta peligrosa de Ribera sobre Germán Navea se cobró tiro libre a favor de los locales, el argentino Miguel Ángel Romero centro al área y el central campeón con Santiago Wanderers en 2001, Héctor Robles abrió el marcador en el puerto, con este resultado parcial, el primer campeón del año se definía en penales, nueve minutos después se produce la primera gran polémica del partido, ya que cobraron un offside de Unión Española tras un centro de Roberto Órdenes que cabeceo Robles y la desvío hacia su propio arco marcando un autogol, pero Rubén Selmán decidió anular la jugada y por ende el gol, causando los reclamos en el equipo visitante al no participar en la jugada Manuel Neira (el hombre en posición de adelanto en cuestión), después al 38' ocurrió quizás el punto de inflexión en la final, tras un piqué el veterano delantero pirata Marcelo Corrales sintió un pinchazo y sufrió un desgarro en el isquiotibial izquierdo debiendo abandonar la cancha, la lesión de Corrales le vino en el peor momento a Coquimbo porque estaba siendo el jugador más activo en ataque y ellos dominaban el partido al momento de su lesión, cinco minutos después se produjo el zarpazo rojo, Joel Reyes dio un gran pase al área chica que fue interceptado de primera por el ex-mundialista sub-17 Manuel Neira de semivolea para marcar el empate en Coquimbo, y de momento, la Copa se iba para Plaza Chacabuco, además anotando su décimo gol en el Apertura 2005, este gol fue un balde de agua fría para el equipo local que estaba haciendo un buen partido y un envión anímico para Unión que logró tranquilizarse y quitarle el dominio del balón al equipo pirata para el segundo tiempo, tras el gol de Neira, se produjo el ingreso de Pedro "Heidi" González al minuto 44 por el lesionado Corrales, otro histórico goleador del fútbol chileno que volvía a jugar después 9 semanas sin fútbol por lesiones. Al minuto 52' Juan José Ribera marcó un golazo desde 30 metros mediante tiro libre para remontar el marcador y dejar la serie 3–1 a favor del cuadro de Independencia, a pesar de tener la final muy en contra Coquimbo no se rindió y a base de garra intento volver al partido, once minutos después un tiro libre desde la izquierda ejecutado por Nicolás Corvetto y nuevamente Héctor Robles con otro testazo devolvió a los "aurinegros" a la lucha por su primera estrella, repitiéndose la misma fórmula local del primer gol, marcando su doblete personal y quedando a un solo gol de ir a los penales, aunque el gol fue convertido en evidente fuera de juego ocurriendo la segunda gran polémica de la final, el árbitro Rubén Selmán decidió validar la decisión del juez de línea Lorenzo Acuña, lo cual volvió a ocasionar fuertes reclamos por parte de los hispanos por segunda vez en el partido, los "piratas" siguieron luchando por igualar el global e ir a penales, pero el cansancio era muy evidente, hasta que al minuto 88 un contragolpe iniciado por Jaime Bravo tras un córner, un pase largo del arquero le llegó al "Coto" Sierra, este se la paso al recién ingresado Mauricio Risso y el meta Luis Corvalán lo derribo en el área, Selmán no dudo en cobrar penal a favor del equipo capitalino, el que se paró frente al balón fue el capitán José Luis Sierra, quien tenía en sus pies la responsabilidad de abrochar el primer título de liga de Unión en casi 30 años, y no fallo, con un tiro raso y suave al medio, engaño a Corvalán para anotar el 3–2 final, logrando abrochar el título y la sexta estrella de su historia para el equipo de sus amores en unos Playoffs que fueron tremendamente difíciles para el cuadro de Independencia, al tener que prevalecer en 2 tandas penales para llegar a la final y asegurando el título recién en los minutos finales de la segunda final, con el pitazo de Rubén Selmán, se desató la algarabía en el cerca de millar de hinchas hispanos que acompañaron a su equipo en la cuarta región volviendo a celebrar un campeonato nacional tras casi 3 décadas de espera.
El equipo de Fernando Díaz fue de menos a más durante el campeonato, empezando con muchas dudas al inicio y recién en las últimas fechas empezó a afirmar su táctica de buen toque de balón, con el experimentado José Luis Sierra (de 36 años) como director de orquesta, los goles de Manuel Neira, y la velocidad de José Luis Jerez como principales protagonistas del nuevo título hispano, pero se sumó una última pieza en el camino, el arquero Jaime Bravo, quien asumió la responsabilidad del arco rojo luego que en la Fecha 16 contra Unión San Felipe, el arquero argentino Ignacio González agrediera al árbitro Enrique Osses recibiendo 22 fechas de castigo por parte de la ANFP, el joven arquero chileno de 23 años respondió con creces frente al desafío, siendo clave en cuartos de final contra la Universidad de Chile al atajar un penal en los lanzamientos penales, figura en la semifinal ida contra la Universidad Católica, también en la vuelta al anotar su penal en la dramática definición a penales que los "hispanos" ganaron 10–9, y por último en la segunda final contra Coquimbo Unido al iniciar la jugada del tercer gol hispano que acabó con largos 28 años de sequía que durante ese lapso vieron al equipo lograr un bicampeonato de Copa Chile en 1992 y 1993, un cuartos de final en la Copa Libertadores 1994 y un histórico descenso en 1997 (el único de su historia), todo eso tuvo que pasar para ganar su primer Campeonato Nacional desde 1977, Bravo también fue pieza clave en el equipo de Plaza Chacabuco y logró doblarle la mano al destino dado que hace solo 7 meses atajaba en Tercera División, así fue como un plantel sin grandes contrataciones logró dar el batacazo del año en Chile y coronarse campeón del fútbol chileno bajando su sexta estrella, además adjudicándose el "Chile 1" para la Copa Libertadores 2006, regresando a la máxima competición continental tras 12 años, y por último, logrando cobrarse revancha al perder el anterior torneo contra Cobreloa en la Final.

### Partido de ida
| 3 de julio de 2005, 17:00 | Unión Española | 1:0 (0:0) | Coquimbo Unido | Estadio Santa Laura, Santiago (Independencia)          |                                                        |
|                           | Neira 76'      | Reporte   |                | Asistencia: 12 000 espectadores Árbitro(s): Pablo Pozo | Asistencia: 12 000 espectadores Árbitro(s): Pablo Pozo |

| 12         | ARQ        | Jaime Bravo         |                     |
| 24         | DEF        | Alexis Norambuena1  | 71'                 |
| 18         | DEF        | Juan Pablo Toro     |                     |
| 4          | DEF        | Richard Benítez     |                     |
| 7          | DEF        | Juan José Ribera    |                     |
| 23         | MED        | Roberto Órdenes     |                     |
| 6          | MED        | Joel Reyes          | 80'                 |
| 8          | MED        | José Luis Jerez     |                     |
| 10         | MED        | José Luis Sierra    | Jugador del partido |
| 13         | DEL        | Manuel Neira        |                     |
| 26         | DEL        | Mathías Vidangossy2 | 71'                 |
| Entrenador | Entrenador | Fernando Díaz       |                     |

| 1          | ARQ        | Luis Corvalán       |     |
| 8          | DEF        | Víctor Osorio       |     |
| 19         | DEF        | Alí Manouchehri     |     |
| 16         | DEF        | Héctor Robles       |     |
| 4          | DEF        | Cristián Leiva      |     |
| 6          | MED        | Rodrigo Rivera      | 85' |
| 15         | MED        | Germán Navea        |     |
| 14         | MED        | Carlos Carmona      | 60' |
| 10         | MED        | Nicolás Corvetto    |     |
| 7          | MED        | Miguel Ángel Romero |     |
| 11         | DEL        | Marcelo Corrales    |     |
| Entrenador | Entrenador | Raúl Toro           |     |

| 17 | DEF | Raúl Arenas1    | 71' |
| 19 | DEL | Mauricio Risso2 | 71' |
| 5  | MED | Carlos Tapia    | 80' |

| 17 | DEL | Rubén Ramírez | 60' |
| 25 | MED | Mario Aravena | 85' |

| Anotado | 76' | Manuel Neira | 1–0 |

| Amonestado | 44' | Víctor Osorio |  |

| Árbitro | Pablo Pozo |

| 12         | ARQ        | Jaime Bravo         |                     |
| 24         | DEF        | Alexis Norambuena1  | 71'                 |
| 18         | DEF        | Juan Pablo Toro     |                     |
| 4          | DEF        | Richard Benítez     |                     |
| 7          | DEF        | Juan José Ribera    |                     |
| 23         | MED        | Roberto Órdenes     |                     |
| 6          | MED        | Joel Reyes          | 80'                 |
| 8          | MED        | José Luis Jerez     |                     |
| 10         | MED        | José Luis Sierra    | Jugador del partido |
| 13         | DEL        | Manuel Neira        |                     |
| 26         | DEL        | Mathías Vidangossy2 | 71'                 |
| Entrenador | Entrenador | Fernando Díaz       |                     |

| 1          | ARQ        | Luis Corvalán       |     |
| 8          | DEF        | Víctor Osorio       |     |
| 19         | DEF        | Alí Manouchehri     |     |
| 16         | DEF        | Héctor Robles       |     |
| 4          | DEF        | Cristián Leiva      |     |
| 6          | MED        | Rodrigo Rivera      | 85' |
| 15         | MED        | Germán Navea        |     |
| 14         | MED        | Carlos Carmona      | 60' |
| 10         | MED        | Nicolás Corvetto    |     |
| 7          | MED        | Miguel Ángel Romero |     |
| 11         | DEL        | Marcelo Corrales    |     |
| Entrenador | Entrenador | Raúl Toro           |     |

| 17 | DEF | Raúl Arenas1    | 71' |
| 19 | DEL | Mauricio Risso2 | 71' |
| 5  | MED | Carlos Tapia    | 80' |

| 17 | DEL | Rubén Ramírez | 60' |
| 25 | MED | Mario Aravena | 85' |

| Anotado | 76' | Manuel Neira | 1–0 |

| Amonestado | 44' | Víctor Osorio |  |

| Árbitro | Pablo Pozo |

### Partido de vuelta
| 9 de julio de 2005, 20:00                                                             | Coquimbo Unido  | 2:3 (1:1) | Unión Española                                         | Estadio Francisco Sánchez Rumoroso, Coquimbo             |                                                          |
|                                                                                       | Robles 13', 63' | Reporte   | Neira 43' · Ribera 52' · Jerez 81' · Sierra 89' (pen.) | Asistencia: 14 000 espectadores Árbitro(s): Rubén Selmán | Asistencia: 14 000 espectadores Árbitro(s): Rubén Selmán |
| U. Española gana 4–2 en el global y es campeón del fútbol chileno después de 28 años. |                 |           |                                                        |                                                          |                                                          |

| 1          | ARQ        | Luis Corvalán       |     |
| 8          | DEF        | Víctor Osorio       | 87' |
| 5          | DEF        | Juan González       |     |
| 16         | DEF        | Héctor Robles       |     |
| 4          | DEF        | Cristián Leiva      |     |
| 25         | MED        | Mario Aravena       |     |
| 20         | MED        | Carlos Bechtholdt   |     |
| 15         | MED        | Germán Navea        | 56' |
| 7          | MED        | Miguel Ángel Romero |     |
| 11         | DEL        | Marcelo Corrales    | 44' |
| 17         | DEL        | Rubén Ramírez       |     |
| Entrenador | Entrenador | Raúl Toro           |     |

| 12         | ARQ        | Jaime Bravo       |                     |
| 24         | DEF        | Alexis Norambuena |                     |
| 18         | DEF        | Juan Pablo Toro   |                     |
| 4          | DEF        | Richard Benítez   |                     |
| 7          | DEF        | Juan José Ribera  |                     |
| 23         | MED        | Roberto Órdenes   | 90+2'               |
| 6          | MED        | Joel Reyes        |                     |
| 17         | MED        | Raúl Arenas       | 76'                 |
| 10         | MED        | José Luis Sierra  | Jugador del partido |
| 13         | DEL        | Manuel Neira      | 87'                 |
| 8          | DEL        | José Luis Jerez   |                     |
| Entrenador | Entrenador | Fernando Díaz     |                     |

| 18 | DEL | Pedro González   | 44' |
| 10 | MED | Nicolás Corvetto | 56' |
| 19 | DEF | Alí Manouchehri  | 87' |

| 5  | MED | Carlos Tapia       | 76'   |
| 19 | DEL | Mauricio Risso     | 87'   |
| 11 | MED | Mauricio Dinamarca | 90+2' |

| Anotado | 13' | Héctor Robles | 1–0 |
| Anotado | 63' | Héctor Robles | 2–2 |

| Anotado         | 43' | Manuel Neira     | 1–1 |
| Anotado         | 52' | Juan José Ribera | 1–2 |
| Anotado · Penal | 89' | José Luis Sierra | 2–3 |

| Amonestado | 15' | Mario Aravena       |  |
| Amonestado | 43' | Miguel Ángel Romero |  |
| Amonestado | 72' | Pedro González      |  |

| Amonestado | 14' | José Luis Jerez |  |
| Amonestado | 43' | Joel Reyes      |  |

| Otorgado · Expulsado | 81' | José Luis Jerez |

| Árbitro             | Rubén Selmán     |
| Árbitros asistentes | Lorenzo Acuña    |
| Árbitros asistentes | Rodrigo González |
| Cuarto Árbitro      | Enrique Osses    |

| 1          | ARQ        | Luis Corvalán       |     |
| 8          | DEF        | Víctor Osorio       | 87' |
| 5          | DEF        | Juan González       |     |
| 16         | DEF        | Héctor Robles       |     |
| 4          | DEF        | Cristián Leiva      |     |
| 25         | MED        | Mario Aravena       |     |
| 20         | MED        | Carlos Bechtholdt   |     |
| 15         | MED        | Germán Navea        | 56' |
| 7          | MED        | Miguel Ángel Romero |     |
| 11         | DEL        | Marcelo Corrales    | 44' |
| 17         | DEL        | Rubén Ramírez       |     |
| Entrenador | Entrenador | Raúl Toro           |     |

| 12         | ARQ        | Jaime Bravo       |                     |
| 24         | DEF        | Alexis Norambuena |                     |
| 18         | DEF        | Juan Pablo Toro   |                     |
| 4          | DEF        | Richard Benítez   |                     |
| 7          | DEF        | Juan José Ribera  |                     |
| 23         | MED        | Roberto Órdenes   | 90+2'               |
| 6          | MED        | Joel Reyes        |                     |
| 17         | MED        | Raúl Arenas       | 76'                 |
| 10         | MED        | José Luis Sierra  | Jugador del partido |
| 13         | DEL        | Manuel Neira      | 87'                 |
| 8          | DEL        | José Luis Jerez   |                     |
| Entrenador | Entrenador | Fernando Díaz     |                     |

| 18 | DEL | Pedro González   | 44' |
| 10 | MED | Nicolás Corvetto | 56' |
| 19 | DEF | Alí Manouchehri  | 87' |

| 5  | MED | Carlos Tapia       | 76'   |
| 19 | DEL | Mauricio Risso     | 87'   |
| 11 | MED | Mauricio Dinamarca | 90+2' |

| Anotado | 13' | Héctor Robles | 1–0 |
| Anotado | 63' | Héctor Robles | 2–2 |

| Anotado         | 43' | Manuel Neira     | 1–1 |
| Anotado         | 52' | Juan José Ribera | 1–2 |
| Anotado · Penal | 89' | José Luis Sierra | 2–3 |

| Amonestado | 15' | Mario Aravena       |  |
| Amonestado | 43' | Miguel Ángel Romero |  |
| Amonestado | 72' | Pedro González      |  |

| Amonestado | 14' | José Luis Jerez |  |
| Amonestado | 43' | Joel Reyes      |  |

| Otorgado · Expulsado | 81' | José Luis Jerez |

| Árbitro             | Rubén Selmán     |
| Árbitros asistentes | Lorenzo Acuña    |
| Árbitros asistentes | Rodrigo González |
| Cuarto Árbitro      | Enrique Osses    |

## Campeón
|                                   |
| Campeón Unión Española 6.º título |
|                                   |

## Datos
A continuación se dan algunos datos tras la Final del Torneo de Apertura 2005:
- Con su 6.º título, Unión Española logró su primer título en 12 años desde la Copa Chile 1993, saliendo campeón del balompié nacional luego de 28 años de espera,[6] al lograr su sexta estrella, quedaron en la 5.º posición de los equipos chilenos con más campeonatos nacionales, quedando muy cerca de Universidad Católica y Cobreloa, ambos con 8 títulos cada uno, y por último, regresarán a la arena internacional tras 12 años cuando en 2006 compitan en la Copa Libertadores de América, siendo la Copa Libertadores 1994 su última actuación internacional (hicieron cuartos), en el máximo certamen continental su mejor actuación fue en 1975 cuando fueron finalistas tras caer ante Independiente de Avellaneda.[11]
- Unión Española fue el tercer campeón de la "Era Playoffs" que definió todas sus llaves de visita: los anteriores Colo-Colo en el Clausura 2002, y Cobreloa en el Clausura 2003.
- Unión Española se convirtió en el cuarto equipo que enlazo 2 finales consecutivas en Playoffs tras Universidad Católica en el 2002, y Colo Colo y Cobreloa en el 2003 (aunque en el caso del conjunto "loíno" fueron 4 al hilo).
- Curiosamente, los "hispanos" eliminaron a los mismos equipos que vencieron en el Clausura 2004 en cuartos y semifinal: Universidad de Chile, y Universidad Católica, y para más coincidencias, de la misma forma (penales), y en los mismos estadios (A la U en el Nacional y a la UC en su estadio en San Carlos de Apoquindo), la única diferencia fue que esta final si la pudieron ganar a diferencia de la del año pasado.
- Al vencer a Coquimbo Unido en la final, fue su primera serie ganada en 180 minutos desde el Apertura 2004, dado que todas sus llaves que ganaron en el Clausura 2004 y Apertura 2005 (hasta semis), fueron en definición a penales.
- Fue la primera final de un torneo playoffs (2002-12) en la que no estuvieron los cuadros más ganadores del fútbol chileno entre los finalistas, la otra excepción fue el Clausura 2012 (también estuvo Unión entre los finalistas).[13][14]
- Al acabar la Fase Clasificatoria en el décimo lugar, Unión Española fue el campeón con posición más baja durante la "Era Playoffs".
- Fue la final de Playoffs con los 2 equipos finalistas con posiciones más bajas durante la Fase Clasificatoria (Coquimbo 8.º y Unión 10.º).[13]
- Esta fue la primera vez que se definía un título de Primera División en el Estadio Francisco Sánchez Rumoroso.
- La derrota en la final significó el segundo subcampeonato de Coquimbo Unido, y primera final perdida, pero por lo menos el equipo de Raúl Toro logró su mejor campaña en Primera División desde el subcampeonato en 1991.
- El entrenador chileno Fernando Díaz se convirtió en el cuarto entrenador campeón del fútbol chileno con la Unión Española después de Atanasio Pardo, Isidro Lángara, y Luis Santibáñez, logrando también su primer título como entrenador, lo cual estuvo muy cerca de lograr con Universidad de Concepción en el Apertura 2003 (cayó en semifinales ante Colo-Colo), y Cobreloa en el Apertura 2004 (perdió la final contra Universidad de Chile en Calama, siendo esa la única final que perdió Cobreloa entre 2003 y 2004).
- Como último dato, Unión Española volvió a vencer a Coquimbo Unido de visita después de 4 años, también le finalizaron a los "piratas" una racha de 5 triunfos seguidos como local por campeonatos nacionales.